# Trommesalen
Trommesalen er en 130 m lang gade i Indre By i København, der forbinder Gammel Kongevej og Vesterbrogade. 
På gaden lå byens ældste kvægtorv 1671-1879, der blev anlagt af hofslagter og konsumptionsforpagter Niels Olufsen for at forhindre borgerne i at opkøbe lam og kreaturer og slagte dem uden at betale afgift. Når kvægtorvet åbnede, skete det med trommehvirvler; deraf stedets navn. Desuden hed den første såkaldte accisebod, der lå ud til torvet, også Trommesalen. Myndighederne nedlagde i 1879 kvægtorvet og erstattede det med nye slagtehaller ved Halmtorvet. 
Gaden er desuden kendt for at have huset en række maleriforretninger, der solgte billeder fremstillet i kommercielt øjemed. Den type billeder blev senere kendt som trommesalsmalerier, fiduskunst eller trivialkunst.